# Ель-Універсаль
Ель-Універсаль (ісп. El Universal) — часопис (Венесуели). Рік заснування — 1909 рік.